# 528 Rezia
Rezia (asteroide 528) é um asteroide da cintura principal com um diâmetro de 83,42 quilómetros, a 3,3344938 UA. Possui uma excentricidade de 0,0180023 e um período orbital de 2 285,46 dias (6,26 anos).
Rezia tem uma velocidade orbital média de 16,1634117 km/s e uma inclinação de 12,67903º.
Este asteroide foi descoberto em 20 de Março de 1904 por Max Wolf.